# Balaganchi, Channarayapatna
Balaganchi là một làng thuộc tehsil Channarayapatna, huyện Hassan, bang Karnataka, Ấn Độ.